# Quando arriverà
Quando arriverà pubblicato nel 1984 è il ventiquattresimo album della cantante italiana Iva Zanicchi.

## Il disco
Nel 1983 Iva Zanicchi torna a incidere per il mercato discografico italiano a due anni dalla pubblicazione del disco Iva Zanicchi del 1981 e dopo quattro anni di successo internazionale praticamente ininterrotto.
È la SGM del produttore discografico Roberto Dané, già responsabile di Donatella Rettore, ad occuparsi del suo rilancio nel panorama musicale. Iva Zanicchi decide, allora, di rientrare sulla scena italiana rinnovata nel look e con un altrettanto rinnovato stile musicale.
L’album, molto elettronico, si riallaccia, come genere musicale, al disco Iva Zanicchi pubblicato nel 1981 e lanciato da Ardente, uno dei suoi migliori pezzi degli anni ’80, ma i brani si distinguono per un nuovo modo di cantare da parte di Iva, che non indugia più sulle note, ma vi scivola sopra in modo vellutato.
Questo il commento di TV Sorrisi e Canzoni:
.
Aria di luna, il singolo che fa da traino all’intero album viene presentato da Iva Zanicchi già nel 1983, alla Mostra internazionale di musica leggera di Riva del Garda, ma il momento culminante del rientro sulla scena musicale italiana è fissato per il successivo Festival di Sanremo, con il brano Chi (mi darà). L’album esce proprio in occasione della partecipazione di Iva Zanicchi alla manifestazione canora, da cui manca esattamente da dieci anni.

## I brani
Il disco è interamente costituito da brani inediti e non contiene cover. Spiccano: 
Aria di luna: Dopo A parte il fatto e Ardente, questo singolo rappresenta, quasi fosse una terza tappa, il rinnovamento musicale intrapreso da Iva Zanicchi nel corso degli anni ’80 (e che culminerà con il singolo Volo del 1987). La canzone, “d’impatto” e molto passionale, è scritta da Maurizio Piccoli e parla di una donna decisa ed aggressiva che invita il suo uomo ad una notte di passione.
Chi mi darà: È lo sfogo di una donna da poco abbandonata e alla ricerca di un uomo che possa darle nuove emozioni e nuove prospettive. Il brano è firmato da Umberto Balsamo e dal suo fidato autore di sempre Cristiano Malgioglio. 
Quando arriverà: Suggestivo pezzo d’atmosfera che dà il nome all’album e che Iva Zanicchi presenta a Un disco per l'estate di quello stesso anno. 
Nonostante me: Uno dei migliori pezzi dell’album e frutto di una nuova collaborazione con Donatella Rettore, che torna a scrivere per Iva Zanicchi a più di cinque anni dalla pubblicazione di Quanto dura poco l’estate del 1978. 
Noi ci inventeremo: Scritta dallo stesso Roberto Dané in collaborazione con Franco Simone, è una canzone contro la guerra e il nucleare, tematiche di grande attualità nei primi anni ’80, segnati dalla ripresa della contrapposizione USA-Urss e dalle polemiche sulle centrali atomiche.

## Tracce
1. Nonostante me* - 4:00 - (Donatella Rettore - Claudio Rego)
2. Chi (mi darà)* - 3:30 - (Umberto Balsamo - Cristiano Malgioglio)
3. Disastro mio* - 3:42 - (Vito Pallavicini - Pino Donaggio)
4. Sera di vento** - 3:48 - (Carlo Zavaglia - Michele Schembri)
5. Noi ci inventeremo** - 3:26 - (Roberto Dané - Franco Simone-P. F. Sloan)
6. Quando arriverà** - 4:15 - (Carlo Zavaglia - T. Monn)
7. Aria di luna* - 4:12 - (Maurizio Piccoli)
8. Comandante* - 4:00 - (Maurizio Piccoli - Pino Donaggio)
9. Notte di corrida** - 3:08 - (Roberto Dané - Carlo Zavaglia-Italo Ianne-Franco Fasano)
10. Via** - 3:53 - (Roberto Dané - Depsa - Loreno Lazzarini)

## Formazione
- Iva Zanicchi – voce
- Pier Michelatti – basso
- Lele Melotti – batteria, percussioni, batteria elettronica
- Pinuccio Pirazzoli – tastiera, sintetizzatore, pianoforte, batteria elettronica, chitarra acustica, chitarra elettrica
- Maurizio Anesa – basso
- Giorgio Cocilovo – chitarra acustica, chitarra elettrica
- Paolo Steffan – basso, cori, chitarra acustica, batteria elettronica, chitarra elettrica
- Maurizio Bassi – pianoforte, chitarra acustica, chitarra elettrica, ARP, sintetizzatore
- Gaetano Leandro – tastiera, programmazione, ARP, sintetizzatore
- Ronnie Jackson – basso, chitarra acustica, chitarra elettrica
- Walter Bassani – tastiera, sintetizzatore
- Lella Esposito, Betty Maineri, Lola Faraday, Dawn Mitchell, Michele Schembri, Silvio Pozzoli – cori